# پرینسز یاتس

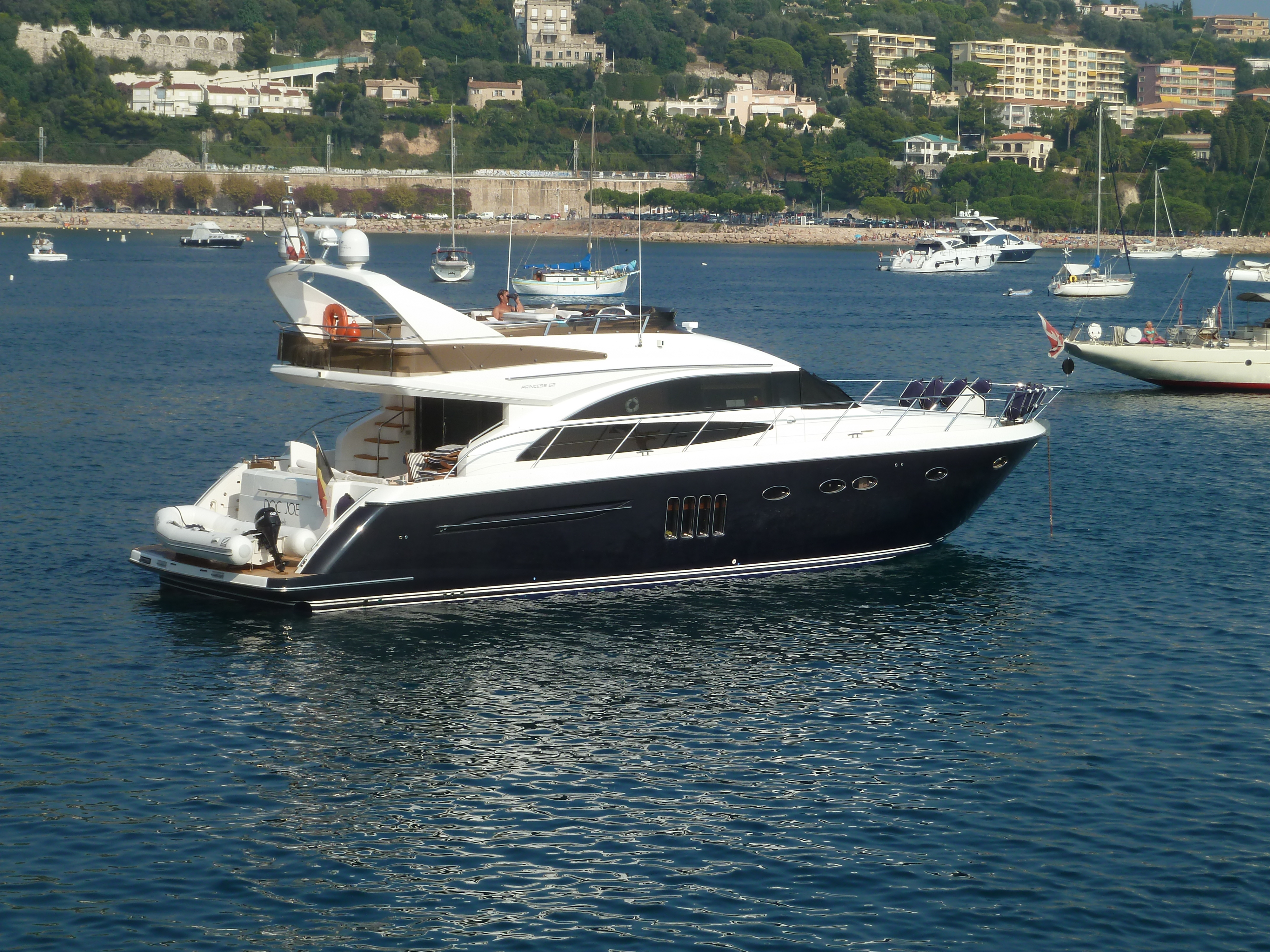
نمایی از یک کشتی محصول شرکت پرینسز یاتس

پرینسز یاتس (انگلیسی: Princess Yachts) شرکت کشتی‌سازی فرانسوی است، که در سال ۱۹۶۴ تأسیس شد.